# Teodoro Miguel Simón Vilardebò Matuliche
Teodoro Miguel Simón Vilardebò Matuliche (Montevideo, 9 de novembre de 1803 - † ibídem. 29 de març de 1856) fou un metge, naturalista i historiador uruguaià.
Era fill del marí català Miquel Antoni Vilardebò i de Martina Matuliche, uruguaiana. El seu pare, Miquel, havia participat en la Junta Americana prèvia a l'emancipació de l'Argentina i l'Uruguai respecte a Espanya. Després de començar la guerra de la independència, el seu pare va fugir a Rio de Janeiro al costat de la seva família, i el va enviar a estudiar, primer a Barcelona i després a París, on va realitzar els seus estudis de doctorat el 1830.
Tres anys després, el 1833, Teodoro tornà a l'Uruguai i convalidà el seu títol de metge; poc després fou nomenat membre de la Junta d'Higiene. El 1837 es va dedicar a la història natural i a l'estudi de fòssils, pel que va passar a formar part de la Biblioteca Nacional al costat del seu fundador, Dámaso Antonio Larrañaga. També es va dedicar a l'estudi de documents històrics uruguaians i va aportar diners per a la creació de la primera carta geogràfica del país.
Durant la Guerra Gran, es radicà a París i tornà a l'Uruguai el 1853, després de dos anys d'haver acabat el conflicte bèl·lic.
La febre groga, que estava causant morts a Brasil, es va expandir per l'Uruguai el 1856, causant víctimes mortals. Vilardebò va contreure la malaltia mentre atenia a uns pacients que la patien i va morir pocs dies després.
L'hospital psiquiàtric situat al barri de l'Aguada, a Montevideo, porta el seu nom.